# Vector W8
La Vector W8 TwinTurbo è un'autovettura sportiva disegnata da Jerry Wiegert e prodotta dalla casa automobilistica statunitense Vector Motors dal 1989 al 1993.

## Il contesto
Derivata dal concept W2 presentato nel 1980, si trattava di una coupé a due posti e ne risultano essere stati prodotti in totale 19 esemplari.
Per realizzare il telaio monoscocca in alluminio e materiale composito i progettisti si sono avvalsi della tecnologia aerospaziale, con largo uso di fibra di carbonio e Kevlar. Il motore è un V8 da 5735 cm³ con monoblocco in alluminio e due turbocompressori, posizionato centralmente e che eroga una potenza di 650 CV a 5700 giri, e coppia di 880 Nm.
Le sospensioni anteriori presentavano uno schema a bracci di controllo indipendenti con lunghezze diverse. Grazie a un assale DeDion, le sospensioni posteriori garantivano un'inclinazione costante delle ruote posteriori da 13 pollici.
L'impianto frenante prevedeva dischi da 12,2 pollici con ventilazione all-around. La vettura passava da 0 a 100 km/h in 4 secondi netti, mentre la velocità massima era di oltre 350 km/h.
La prestigiosa rivista statunitense specializzata in auto sportive e da pista Road & Track, ha pubblicato prove della W8 nel Marzo 1991 e Agosto 1992, dichiarando la Vector W8 come l'auto di produzione più veloce del mondo, surclassando Ferrari, Lamborghini, e tutte le principali supercar dei primi anni '90 (con l'eccezione della McLaren F1).
La produzione della vettura si interruppe nel 1993 quando la casa automobilistica fu fatta oggetto di un'acquisizione ostile da parte della Megatech, la stessa azienda indonesiana che aveva acquisito anche la Lamborghini (ceduta pochi anni dopo al gruppo Volkswagen). Venne sostituita nel 1995 dalla Vector M12 che montava appunto un propulsore Lamborghini.